# Lápos-hegység
A Lápos-hegység (románul: Munții Lăpușului) a Vihorlát–Gutin-hegyvidék egyik legkeletibb tagja, több oldalággal. Romániában, Máramaros megyében fekszik, Kapnikbányától keletre.

## Földrajz
Északon húzódik félkör alakban a Roti 1220 méter magas csúcsa, innen a Magura érintésével az 1336 méter magasságú Priszlopig keleti, majd az 1150 m magas  Selca-csúcsig a gerinc kissé északkelet felé hajlik, és a Ciblesig kevés kanyarulattal délkeleti irányú a következő csúcsokkal:
- Varaticuluj (1353 m)
- Seculiu (1313 m)
- Hingja Branzi (1123 m)
- Carligaturi (1249 m)
- Diceletin (1264 m)
- Stejgoron (1289 m)

### Oldalágak
A Lápos-hegység oldalágai délen a Lápos folyó vidékére nyúlnak le, a Lápos folyó és mellékvizeinek völgyeit választják el egymástól.
- Pădurea Plopișului a Lápos-hegység legnyugatibb ága, mely a Kapnik és mellékvize a Blózsa patak közt terül el. Legmagasabb csúcsa a 615 m magas Maguricza, a 445 m-es Secaturi-csúcs, és a 407 m magasságú Csemesty.
- Padu Runculuj a Lápos-patak és a Libatoni-patak közt nyúlik el, melynek nagy része Rójahida és Budafalva (Ungarfalva) közt van. Csúcsai a Franicsi-csúcs (555), a Magura (698), mely Budafalvától északkeletre fekszik.
- Paltinul a Horgos-patak és a Lápos-patak közt fekszik. Legmagasabb csúcsai az 1143 m magas Măgura Leordei, és a délkeletre fekvő  1057 m magas Centurile.
- Corlia a Lápos-patak és a Batizi-patak közt helyezkedik el. Legmagasabb csúcsa a  962 m-es Csicla Tocsili, és délen a  727 m magasságú Prelucilor.
- A Batizi, Lápos- és Rójahidi patakok közt emelkedő nagyobb kiemelkedések a Precsin (962 m) Batiz-Polyántól keletre fekszik, délre a Frasinei (855 m) és a Picatura (803 m).
- A Rójahidi hegy a Rójahida-patak, Lápos folyó és a Szőcs patakok közt terül, melynek legdélibb nyúlványa az Obcsina Obredia (496 m), ettől keletre az Obcsina Costinasca (607 m), a Plesty (720 m) Rójahidától keletre.
- Virvu Mingetului átlagos magassága 1000 méter.
- A Szőcs-patak és mellékvize a Mingetului közti magasabb kiemelkedések: Oului (1273 m) északon, ettől keletre a Hudin (1612 m), mely a hegység legmagasabb csúcsa. A körülötte levő emelkedések 1200 méter átlagos magasságúak.